# Stefan Ljutakow

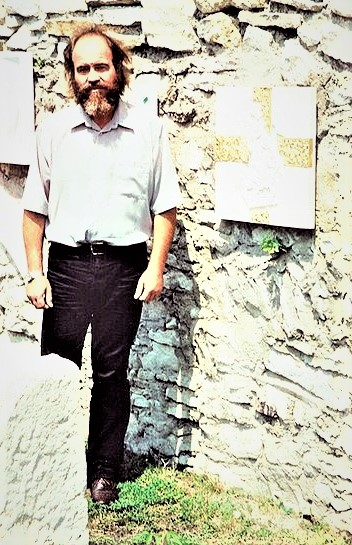
Stefan Ljutakow beim Europa-Symposium Kaisersteinbruch 2002

Stefan Ljutakow (bulgarisch Стефан Лютаков, Transkription des Nachnamens auch Lyutakov, * 22. Juni 1955 in Pasardschik, Bulgarien) ist ein bulgarischer Hochschullehrer, Künstler und Bildhauer.

## Werdegang
Von 1970 bis 1974 besuchte Ljutakow die Mittelschule für bildende Künste in Sofia. Er schloss 1980 sein Studium an der Universität Weliko Tarnowo, Fakultät für Bildhauerei ab  und wurde 1986 in den Verband bulgarischer bildender Künstler aufgenommen.
1996 habilitierte er zum Außerordentlichen Professor am Institut für Bildhauerei seiner Universität, und wurde 2002 zum Professor ernannt. 2007 übernahm Ljutakow als Dekan die Leitung der Fakultät „Skulptur“ an der Universität Weliko Tarnowo.
2017–2020 war er Professor für Bildhauerei an der Nationalen Kunstakademie in Sofia.
Der Künstler lebt und arbeitet in Pasardschik, Bulgarien.

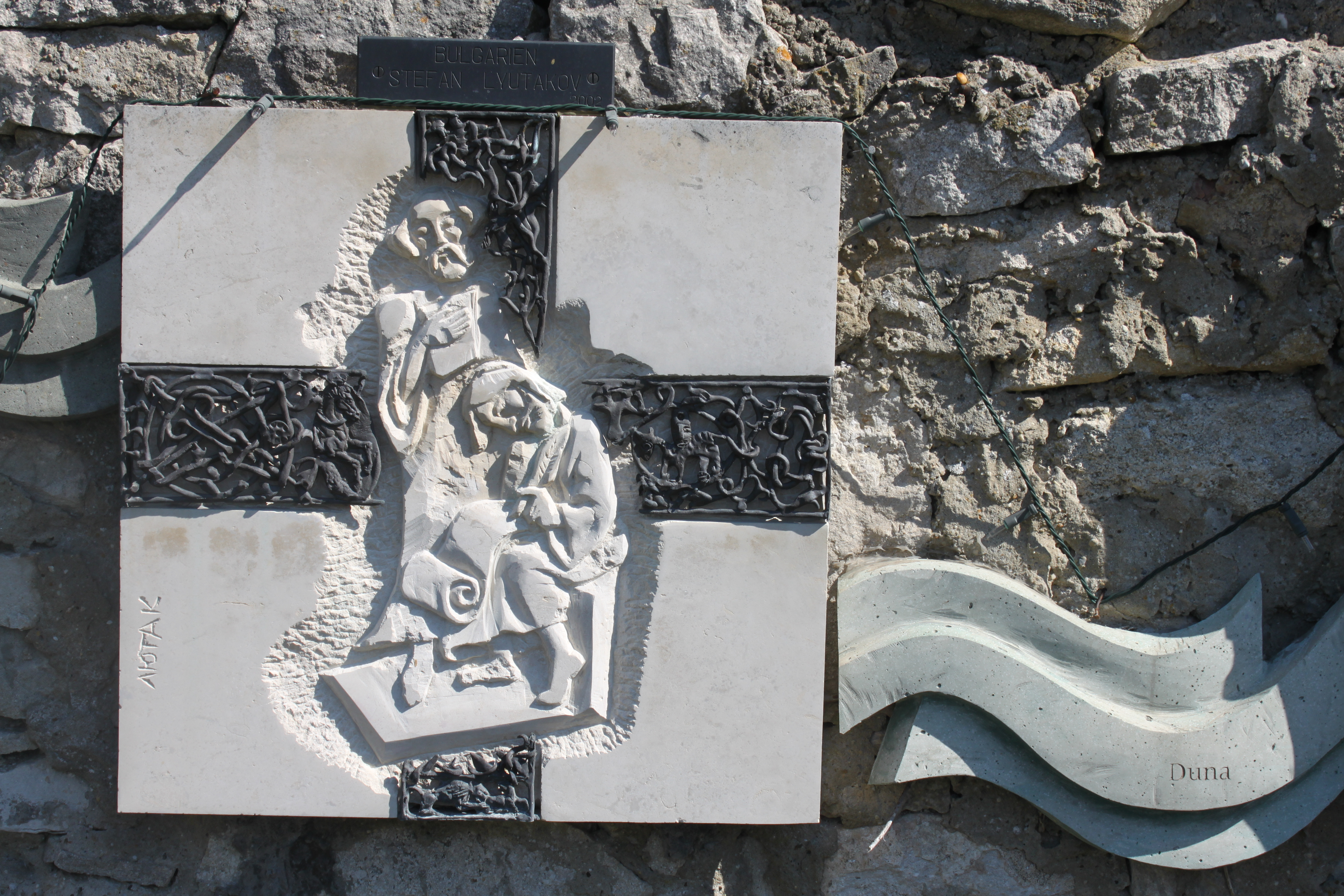
Länderplatte Bulgarien mit Hl. Kyrill und Method

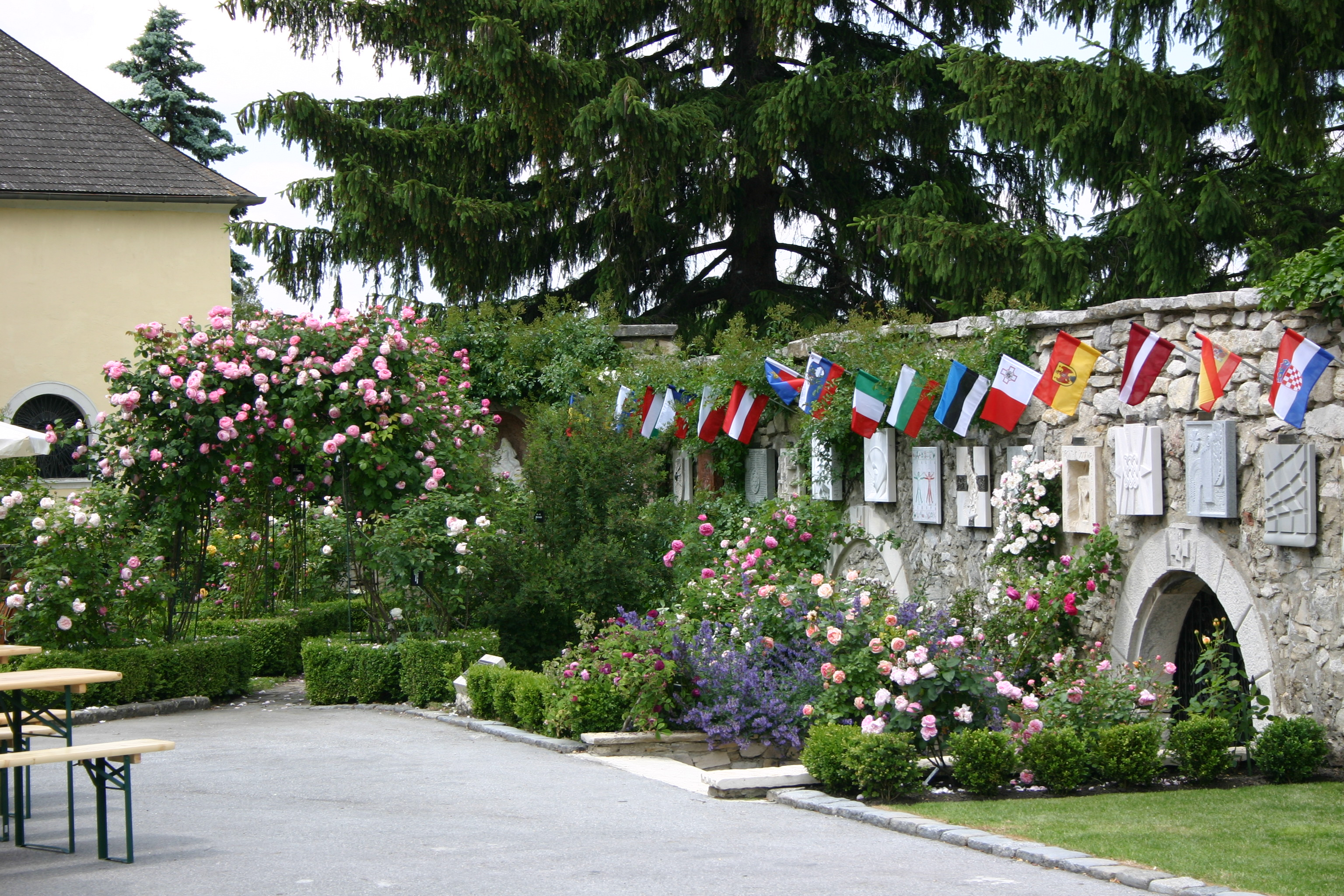
Europa-Wand Kaisersteinbruch

### Werke
Stefan Ljutakow arbeitet in allen Genres von Skulptur: von kleinen bis zu monumentalen Projekten und Installationen.
„Er wendet sich der Natur zu, um auszugleichen was ihr genommen wurde.“
- 1993 Biennale der Société nationale des beaux-arts, Grand Palais in Paris (1993), die Ausstellungen zeitgenössischer Poräre bulgarische Kunst, Amsterdam (1997).
- Skulpturprojekte des 21. Jahrhunderts, Oborishte Park Sofia (2001), Teilnahme am Artist in Residence Projekt, Iwase, Japan (2005).
- Kunstweg Rednitzhembach 2018 Skulptur „Fischgang“ Stefan Lyutakov

### Teilnehmer bei Symposien
- 1989 Internationales Symposium (Stein), Vyšné Ružbachy, Slowakei
- 2018 Bildhauersymposium im Ilindentsi Art Centre  1998 beschlossen mehrere Künstler, einen Skulpturenpark im Dorf Ilindenzi zu schaffen, und gründeten die Ilindentsi Art Center Foundation. Präsentation der Werke, auch von Lyutakov.
- 5. Europa-Symposium Kaisersteinbruch 2002, 2 Steinreliefs Bulgarien und Estland wurden auf der „Mauer der Einheit“ präsentiert. Beide Länder waren noch nicht in der Europäischen Union.
- 19. Bildhauersymposium St. Blasien 2014.Badische Zeitung „Die Kunst geht in Flammen auf“ 15 Bildhauer arbeiten in Holz, Bild 3 Stefan Lyutakov
- 19. Bildhauersymposion Behringen „Durchblick“ 2015. Der Initiator Jürgen Jawo, die ausgewählten Künstler Barbara Deutschmann, Ralf Ehmann, Frank Naumann für Deutschland, Pero Jaksic Kroatien, Susheila Jamieson Schottland und Stefan Lyutakov Bulgarien. Er meisselte in Stein die „Kiste der Geheimnisse.“

### Ausstellungen
- Haus Wittgenstein, Wien (1988, 2002)
- Galerie Irida, Sofia (1998, 1999, 2002, 2005)
- Galerie Kunstverein Mannheim (2000)
- Kunstgalerie Dobrich Halle 9, „Das alte Spiel“ Stefan Ljutakov
- Skulpturenpark Hugo Voeten in Geel – Belgien ein Beispiel Stefan Lyutakov „The Last Supper“, 2005.
- 2012 Uniart Gallery New Bulgarian University Dauerausstellung Skulpturen „Return of the Herds“ 1997.
- Skulptur und anderes mehr. 2. Ausstellung von Stefan Lyutakov 23. Juli 2022 bis 2. April 2023.

Auswahl von Sammlungen in Bulgarien, Frankreich, USA, Schweiz, Polen, Österreich und Deutschland, die
- Sammlung „Peter Ludwig“ – Aachen.
- Auswahl von Werken des Künstlers, die sich im öffentlichen Raum befinden, in Ilindenzi, Pernik, Sandanski, Bourgas, Rakowski, Rasgrad, Weliko Tarnowo, Silistra, Schabla und anderen Städten in Bulgarien, Kaisersteinbruch – Österreich, Sacuragava – Japan, Targu-Jiu – Rumänien, China Changchun (Jingue Development Area) Central Park.

## Auszeichnungen
Auswahl:
- 1988  Bildhauerpreis des Bulgarischen Künstlerverbandes bei der Ausstellung „Iastrebino“ in Targowischte
- 1993  Stanislav Dospevsky-Preis bei der Ausstellung „Directions“ – Stanislav Dospevsky Art Gallery, Pasardschik
- 1996  Preis des Flämisch-Bulgarischen Forums für die Teilnahme an der Ausstellung „Expression of Injure“ unter der Schirmherrschaft von SE dem belgischen Botschafter in der Nationalgalerie für ausländische Kunst, Sofia
- 1997, 1998 Preis für Skulptur der Internationalen Biennale von Humor und Satire, Gabrowo
- 2014  Nationaler Wettbewerb für Malerei, Bildhauerei und Grafik Allianz – Bulgarien 2013 – 2014.
- 2016 Nationaler Wettbewerb Allianz Bulgarien für Malerei, Skulptur und Grafik von 2015 bis 2016 – der Große Preis für Skulptur (Abschlussausstellung, Sofia, „Shipka“).